# Investitorii (film)
Investitorii (stilizat ca Inve$titorii) este un film românesc de comedie din 2021 regizat de Iura Luncașu și scris de Alex Coteț și Raul Gheba. Rolurile principale au fost interpretate de  Codin Maticiuc, Cosmin Natanticu și Andrei Mateiu. Este o adaptare a filmlui Wkreceni din 2014 scris și regizat de Piotr Weresniak. Filmul Investitorii este produs de Vertical Content.

## Distribuție
- Codin Maticiuc[6] – Eugen
- Cosmin Natanticu  – Calu
- Andrei Mateiu	 – Tavi[7]
- Gabriel Radu	- Primarul din Pălticeni
- Maria Popovici – Ginuța
- Levent Sali –	Samuilă, vice-primar
- Diana Sar	 – Adela, fata primarului
- Adrian Anghel	 – Colonelul
- Raluca Aprodu – Mădălina
- Nicolae Banea – Lucian agent șef
- Otniela Sandu – Roxana
- Bianca Calancea – Reporteriță

## Producție
Filmările au început din 3 octombrie 2019, în localitatea Cristian, Brașov.